# جينا أورتيغا
جينا أورتيغا (بالإنجليزية: Jenna Ortega) (مواليد 27 سبتمبر 2002) هي ممثلة أمريكية، أشتهرت بشخصية وينزداي آدامز من مسلسل وينزداي

## الأعمال

### أفلام
| السنة | العنوان                       | الدور            | م.     |
| ----- | ----------------------------- | ---------------- | ------ |
| 2013  | آيرون مان 3                   | ابنة نائب الرئيس | [ 8 ]  |
| 2013  | غدار: الفصل الثاني            | آني              | [ 9 ]  |
| 2020  | جليسة الأطفال: الملكة القاتلة | فيبي أتويل       | [ 10 ] |
| 2021  | يوم النعم                     | كاتي توريس       | [ 11 ] |
| 2021  | السقوط                        | فادا كافيل       | [ 12 ] |
| 2022  | سكريم 5                       | تارا كاربنتر     | [ 13 ] |
| 2022  | أستوديو 666                   | سكاي ويلو        | [ 14 ] |
| 2022  | X                             | لورين داي        | [ 15 ] |
| 2023  | صرخة 6                        | تارا كاربنتر     | [ 16 ] |
| 2024  | فتاة ميلر                     | كايرو سويت       | [ 17 ] |
| 2024  | بيتلجوس بيتلجوس               | أستريد ديتز      | [ 18 ] |
| 2025  | موت وحيد القرن                | ريدلي كينتنر     | [ 19 ] |

### مسلسلات
| السنة     | العنوان                       | الدور                      | م.     |
| --------- | ----------------------------- | -------------------------- | ------ |
| 2012      | سي إس آي: نيويورك             | إيمي مور                   | [ 20 ] |
| 2013      | أيام حياتنا                   | هايلي                      | [ 21 ] |
| 2014–2019 | جين العذراء                   | جين فيلانوفا (12 عامًا)     | [ 22 ] |
| 2016–2020 | إلينا من آفالور               | الأميرة إيزابيل            | [ 23 ] |
| 2019–2023 | عائلة جرين في المدينة الكبيرة | غابرييلا إسبينوزا          | [ 24 ] |
| 2019      | أنت                           | إيلي ألفيس                 | [ 25 ] |
| 2022–     | وينزداي                       | وينزداي آدامز / جودي آدامز | [ 26 ] |
| 2023      | ساترداي نايت لايف             | نفسها                      | [ 27 ] |

## وصلات خارجية
- جينا أورتيغا على موقع IMDb (الإنجليزية)
- جينا أورتيغا على موقع ميتاكريتيك (الإنجليزية)
- جينا أورتيغا على موقع الموسوعة البريطانية (الإنجليزية)
- جينا أورتيغا على موقع روتن توميتوز (الإنجليزية)
- جينا أورتيغا على موقع قاعدة بيانات الأفلام العربية
- جينا أورتيغا على موقع ألو سيني (الفرنسية)
- جينا أورتيغا على موقع ميوزك برينز (الإنجليزية)
- جينا أورتيغا على موقع أول موفي (الإنجليزية)
- جينا أورتيغا على موقع قاعدة بيانات الأفلام السويدية (السويدية)
- جينا أورتيغا على موقع قاعدة بيانات الفيلم (الإنجليزية)